# Walshia dispar
Walshia dispar är en fjärilsart som beskrevs av Ronald W. Hodges 1961. Walshia dispar ingår i släktet Walshia och familjen stävmalar. Inga underarter finns listade i Catalogue of Life.